# 法默 (南达科他州)
法默（英語：Farmer），是美国南达科他州下属的一座城市。根据2010年美国人口普查，该市有人口10人。论人口在本州排行第303。